# Idiomas de Israel

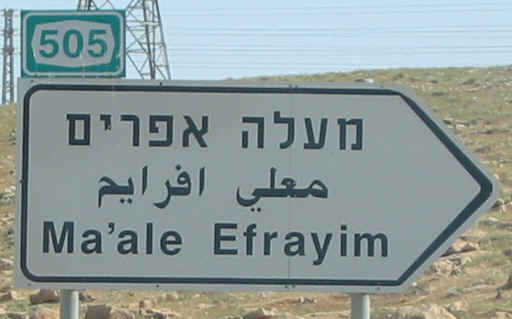
Un señal de tráfico trilingüe en hebreo, árabe e inglés.

El idioma oficial de Israel es el hebreo. El idioma árabe tiene un estatus especial. Estos también son los idiomas más hablados (el 72 % de la población habla hebreo y el 21 % habla árabe). El árabe es hablado por los árabes israelíes y por muchos de los judíos de origen mizrají. La otra lengua más hablada es el ruso, lengua madre de más de un millón de inmigrantes procedentes de los territorios de la antigua Unión Soviética. El inglés es una lengua de central importancia en los asuntos diplomáticos, comerciales, turísticos y académicos. Además es la lengua madre de decenas de miles de inmigrantes de los países de habla inglesa. 
El idioma español es hablado por unos 100.000 miembros de las comunidades sefardíes que conservan una variedad, el judeoespañol, con rasgos del siglo XVI. También hablan español los más de 100 000 inmigrantes de origen español o hispanoamericano, principalmente argentinos, en su mayoría asquenazíes. Otros idiomas muy comunes son el francés, hablado por los inmigrantes de Francia y otros países de la Francofonía, y el amárico, idioma hablado por los judíos inmigrantes de Etiopía.
La mayoría de los israelíes dominan entre dos y tres lenguas: hebreo, inglés más su lengua materna o la de sus padres (si no es una de las dos ya mencionadas).